# Daniel Wass
Daniel Wass (* 31. Mai 1989 in Gladsaxe) ist ein dänischer Fußballspieler. Er steht beim dänischen Erstligisten Brøndby IF unter Vertrag.

## Karriere

### Verein

#### Anfänge in Dänemark und Norwegen

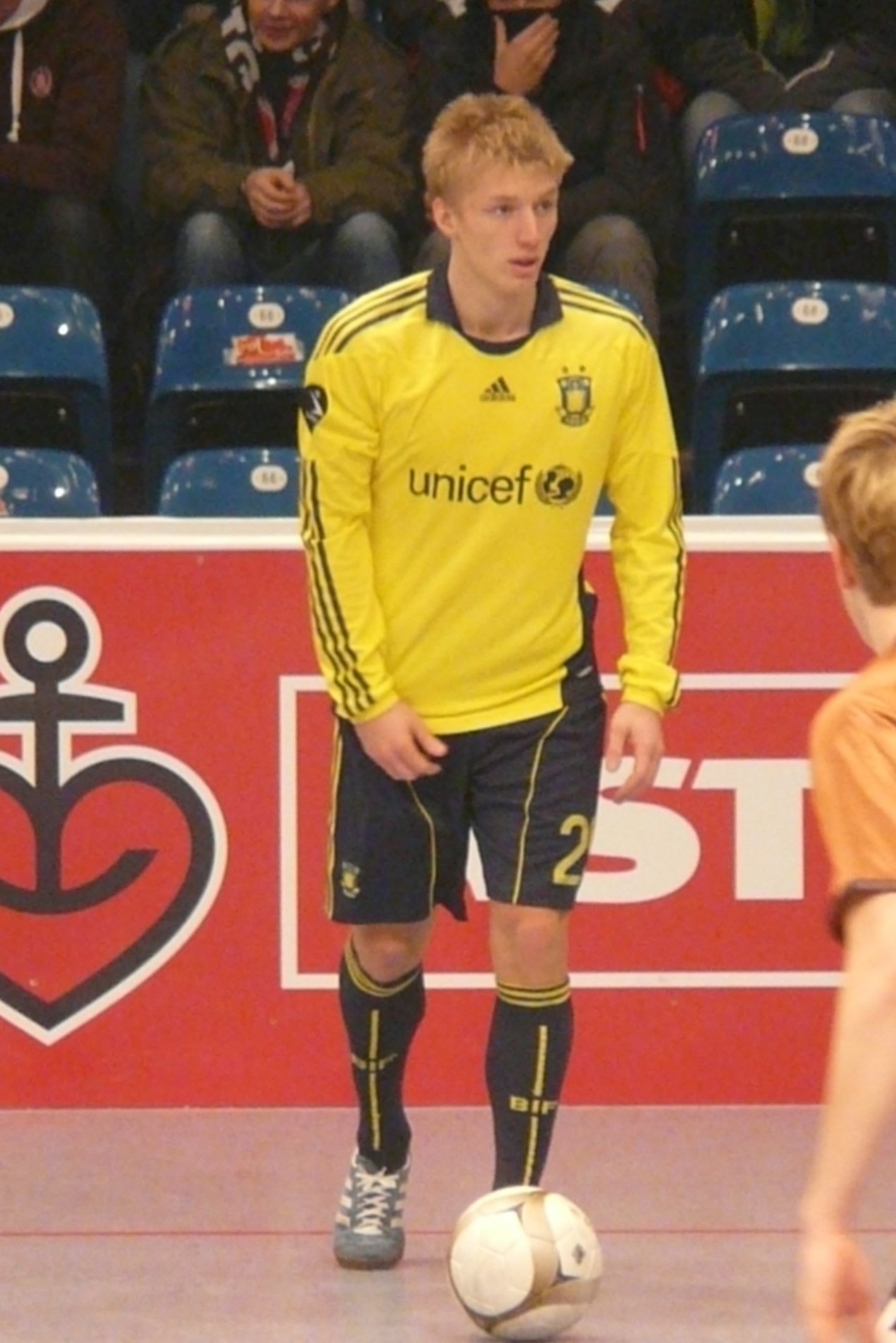
Wass mit Brøndby IF, 2010

Wass begann seine fußballerische Karriere bei den Jugendmannschaften von Brøndby IF. Am 2. Dezember 2007 gab er mit seiner Einwechslung in der 16. Minute für Jacob Berthelsen beim 1:1 am 18. Spieltag der Erstliga-Saison 2007/08 im Derby beim FC Kopenhagen sein Profidebüt. In der Folge kam er zu elf weiteren Einsätzen im Punktspielbetrieb. Brøndby IF gewann den dänischen Pokalwettbewerb, nachdem man sich im Endspiel mit 3:2 gegen Esbjerg fB durchgesetzt hatte. Wass war im Endspiel jedoch nicht zum Einsatz gekommen. Zur Saison 2008/09 stieg er in die Profimannschaft des Vereins auf. Am 31. Juli 2008 erzielte er beim 2:0-Sieg im Rückspiel in der ersten Qualifikationsrunde zum UEFA-Pokal gegen B36 Tórshavn sein erstes Tor in einem Pflichtspiel. Er kam in der Saison 2008/09 zu 28 Einsätzen und zwei Torvorlagen im Punktspielbetrieb und zu insgesamt fünf Einsätzen bei einem erzielten Tor im UEFA-Pokal und der Qualifikationsrunde. Am 26. Juli 2009 erzielte er bei der 1:2-Niederlage am zweiten Spieltag der Saison 2009/10 im Auswärtsspiel gegen Esbjerg fB sein erstes Tor im Ligabetrieb.
Am 19. August 2009 unterschrieb Wass einen Leihvertrag beim norwegischen Erstligisten Fredrikstad FK. Zwei Tage später gab er sein Debüt für Fredrikstad FK bei der 1:4-Niederlage am 22. Spieltag der Tippeligaen-Saison 2009 gegen Rosenborg BK. Ab dem 24. Spieltag kam er eine Zeit lang nicht mehr zum Einsatz. Am 1. November 2009 erzielte er am 30. Spieltag im Auswärtsspiel gegen Lyn Oslo mit dem Tor zum 4:0 (Endstand 5:0) seinen ersten Treffer. Sein Leihvertrag endete zum Ende des Jahres 2009.
Am 28. März 2010 gab Wass beim 3:1-Sieg am 23. Spieltag im Auswärtsspiel bei SønderjyskE sein Comeback bei Brøndby IF und kam in der Folge zu elf weiteren Einsätzen. In der Saison 2010/11 kam er in der Liga in 32 Partien zum Einsatz, in 26 Partien davon über die komplette Spielzeit. Er erzielte sechs Tore in der Superliga.

#### FC Évian Thonon Gaillard (2011 bis 2015)
Ende Mai 2011 unterschrieb Wass einen Vertrag für fünf Jahre bei Benfica Lissabon. Ohne Ligaeinsatz wurde er zunächst für ein Jahr an den damaligen französischen Erstligisten FC Évian Thonon Gaillard verliehen, der zuvor in die Ligue 1, die erste französische Liga, aufgestiegen war. Nach neun Spieltagen ohne Einsatz gab er am 15. Oktober 2011 sein Debüt bei der 1:2-Niederlage am zehnten Spieltag im Spiel gegen die AS Saint-Étienne; er bereitete dabei das Tor durch Yannick Sagbo vor. Am 19. November 2011 erzielte er beim 2:1-Sieg am 14. Spieltag gegen den FC Lorient den Siegtreffer. Wass kam in 29 Partien zum Einsatz, in denen er vier Tore erzielte. Zur Saison 2012/13 unterschrieb Wass einen Vertrag über vier Jahre bei FC Évian Thonon Gaillard. In der Saison 2012/13 kam er in 34 Partien in der Liga und in fünf im Pokalwettbewerb zum Einsatz; im Pokal erreichte der FC Évian Thonon Gaillard das Endspiel, das mit 2:3 gegen Girondins Bordeaux verloren wurde. Wass kam im Finale über die kompletten 90 Minuten zum Einsatz. In der Saison 2013/14 spielte Wass in allen 38 Partien in der Liga, erzielte neun Tore und kam sowohl im Pokalwettbewerb als auch im Ligapokal zu vier bzw. einem Einsatz. In der nächsten Saison spielte Wass in 32 Partien und erzielte acht Tore. Im Coupe de France und im Ligapokalwettbewerb kam er zu zwei bzw. einem Einsatz. Der FC Évian Thonon Gaillard stieg zum Ende der Saison aus der Ligue 1 ab.

#### Celta Vigo (2015 bis 2018)
Im Sommer 2015 wechselte Wass in die spanische Primera División zu Celta Vigo und spielte erstmals am ersten Spieltag, dem 23. August 2015 im Auswärtsspiel bei UD Levante; Celta siegte 2:1. Am 13. September 2015 erzielte er am dritten Spieltag beim 3:3 im Spiel gegen den Aufsteiger UD Las Palmas mit dem Tor zum 2:0 in der 18. Minute sein erstes Tor für Celta Vigo. In der Copa del Rey erreichte er mit der Mannschaft das Halbfinale und qualifizierte sich über den sechsten Platz in der Liga für die Europa League 2016/17, in der man im Halbfinale ausschied. In der folgenden Saison erreichte er mit dem Team erneut das Halbfinale der Copa del Rey.

#### FC Valencia (2018–2022)
Im Sommer 2018 wechselte Wass zum FC Valencia. Mit Valencia gewann er die Copa del Rey 2018/19.

#### Atlético Madrid (2022) und Rückkehr nach Dänemark
Im Wintertransferfenster 2022 wechselte er innerhalb der Liga zu Atlético Madrid. Nach nur einem halben Jahr verließ er die spanische Metropole und wechselte zurück nach Dänemark zu seinem ehemaligen Verein Brøndby IF.

### Nationalmannschaft

#### U-Nationalmannschaften
Wass spielte seit 2005 für dänische U-Nationalmannschaften; für die U-16 spielte er 2005 dreimal, für die U-17 von 2005 bis 2006 insgesamt 14-mal. 2006 und 2007 bestritt er für die dänische U-18-Auswahl vier Spiele und kam bis 2008 achtmal für die U-19-Auswahl zum Einsatz. Ab August 2008 spielte er für die dänische U-21-Auswahl; im November 2008 auch für die U-19. Für die U-21 war er bis nach der Europameisterschaft 2011, bei der seine Mannschaft nach der Gruppenphase ausschied, aktiv.

#### A-Nationalmannschaft
Seit dem 9. Februar 2011 läuft Wass für die dänische A-Nationalmannschaft auf; bei der 1:2-Niederlage im Testspiel im dänischen Nationalstadion in Kopenhagen gegen England wurde er zu Beginn der zweiten Halbzeit für Simon Poulsen eingewechselt. Am 26. März 2011 kam er zu seinem einzigen Einsatz in der Qualifikation zur EM-Endrunde 2012 in Polen und der Ukraine. Er wurde in den dänischen Kader zur EM-Endrunde berufen und saß in allen drei Gruppenspielen auf der Bank. Dänemark schied nach der Gruppenphase aus.
Bisher absolvierte er 13 A-Länderspiele, darunter in der Qualifikation zur Weltmeisterschaftsendrunde 2014 und bei den Qualifikationsspielen für die EM 2016.
Zur Fußball-Europameisterschaft 2021 wurde er in den dänischen Kader berufen. Bei der EURO wurde er in den drei Gruppenspielen eingesetzt, aber jeweils ausgewechselt. Im Achtelfinale gegen Wales kam er nicht zum Einsatz, im Viertel- und Halbfinale gegen Tschechien bzw. England wurde er jeweils eingewechselt. Die Dänen mussten sich gegen England erst in der Verlängerung geschlagen geben.
Am 1. September 2021 erzielte er beim 2:0-Sieg im WM-Qualifikationsspiel gegen die schottische Fußballnationalmannschaft sein erstes Tor für die A-Nationalmannschaft zur 1:0-Führung.

## Erfolge
- Spanischer Pokalsieger 2018/19